# Trine Hansen
Trine Hansen (født 19. februar 1973 i Ringsted) er en tidligere dansk roer. Hun roede primært singlesculler og vandt i denne bådtype blandt andet bronzemedalje ved de olympiske lege i 1996 og VM-guld i 1994. Hun stillede oprindeligt op for Sorø Roklub, med træner Gert Busk, men skiftede i 1997 til Roforeningen Kvik.
Allerede som ung var Trine Hansen et stort talent. Som 18-årig i 1991 vandt hun bronze ved junior-VM i singlesculler. Igennem det meste af 1990'erne var Trine Hansen helt suveræn på nationalt plan, og hun blev således otte år i træk danmarksmester i singlesculler (1992-1999). Som blot 19-årig kom hun med til OL 1992 i Barcelona, hvor hun var del af dobbeltfireren, der blev nummer otte blandt de ni deltagende både.
Trine Hansen var den første danske kvindelige roer, som vandt internationale medaljer på stribe i en årrække for dansk roning. Hun tilhørte i midten af 1990’erne den absolutte verdenselite.
I 1993 koncentrerede hun sig om singlesculleren, og efter en VM-bronze i 1993 nåede hun sit bedste resultat året efter i Indianapolis, hvor hun blev verdensmester. Hun tilhørte i midten af 1990'erne den absolutte verdenselite og fik blandt andet flere 1.- og 2.-pladser ved world cup-løb. I 1996 var hun derfor blandt favoritterne ved OL, og hun vandt også både sit indledende heat samt sin semifinale uden større problemer. I finalen måtte hun dog se sig besejret af hviderusseren Jekaterina Khodotovitj og canadieren Silken Laumann og vandt dermed bronze. Det sidste store internationale resultat opnåede Trine Hansen ved VM i 1997, hvor hun vandt sølv blot en bådspids fra endnu et verdensmesterskab. Guldet gik til den regerende olympiske mester i singlesculler 1996. Ved VM i Køln 1998 afsluttede hun karrieren i singlesculler med en femteplads.
I 1999 valgte hun at indstille sin elitekarriere for at koncentrere sig om sin civile karriere. Hun var på det tidspunkt elev på politiskolen.